# Dudek Bluesy
Dudek Bluesy – album Irka Dudka wydany w 2010 roku nakładem Agora S.A.
Album został nagrany z towarzyszeniem muzyków jazzowych: perkusisty Arka Skolika, kontrabasisty Maxa Muchy i pianisty Kuby Płużka. Autorem muzyki jest Irek Dudek, słowa napisał Dariusz Dusza. Wydawnictwo obejmuje również ilustrowaną książeczkę, zawierającą krótką biografię muzyka oraz historię powstania płyty.
Jak twierdzi Irek Dudek muzyka z tej płyty zbliża blues do jazzu, nawet jej tytuł jest nieco przewrotny, gdyż oznacza nie tylko utwory bluesowe, ale odnosi się także do znaczenia angielskiego słowa „bluesy”, czyli „okołobluesowy”.
Nagrań dokonano w studiu Polskiego Radia Katowice. Nagranie: Jan Aleksander Dowsilas. Miks i mastering: Iwo Dowsilas. Autor książki: Marcin Babko. Autor sesji zdjęciowej do książki: Roman Lipczyński. Zdjęcia wykonano w Hotelu „Metropol” w Katowicach.

## Spis utworów
1. „Spadam stąd” – 3:41
2. „Zwykły blues” – 4:05
3. „Gołębie znad Katowic” – 3:27
4. „Śnij” – 3:54
5. „Fan” – 3:01
6. „Mowa drzew” – 3:18
7. „Dam radę” – 3:39
8. „Kraty” – 3:29
9. „Każdy chce mieć lepiej” – 2:39
10. „Niby zwykły cień” – 4:16
11. „Żegnaj, szkoda słów” – 3:29
12. „Bójcie się” – 3:30
13. „Na bank, na pewno” – 4:02
14. „Przed sklepem” – 2:53
15. „Blues dla Dorotki” – 3:35

## Muzycy
- Ireneusz Dudek – śpiew, gitara, harmonijka, skrzypce
- Arek Skolik – perkusja
- Max Mucha – kontrabas
- Kuba Płużek – fortepian